# لاگوچیلوس اینبریانز
لاگوچیلوس اینبریانز (نام علمی: Lagochilus inebrians) نام یک گونه از تیره نعناعیان است.